# Muradam
Muradam, stednavn i Klemensker sogn. Engområde med udspring for Muradam bæk. Området har tidligere været mose men er i dag landbrugsjord efter omfattende dræning og grundvandssænkning i 1950erne og senest i 1980erne. Tejn Vandværk udvinder drikkevand i området, Engen var tidligere en selvstændig ejendom men er i dag tillagt ejendommen Store Hallegård. Området har givet navn til Muradamsvej.
|  | Denne artikel om lokaliteten Muradam kan blive bedre, hvis der indsættes et (bedre) billede. Du kan hjælpe ved at afsøge Wikimedia Commons for et passende billede eller lægge et op på Wikimedia Commons med en af de tilladte licenser og indsætte det i artiklen. |

55°13′8.00″N 14°48′44.39″Ø / 55.2188889°N 14.8123306°Ø